# Playa Brava (Maldonado)
La Playa Brava es una playa uruguaya situada en Punta del Este, Maldonado, en la costa del océano Atlántico.
Desde Playa Brava se divisa la Isla de Lobos, tiene olas picadas y en invierno, se practican deportes de navegación como tabla a vela. En primavera y verano cuenta con guardavidas, salvo desde la Paradas 13 a la 26 que no cuenta con equipos de guardavidas.
En la Parada 1 de esta playa se encuentra la Mano de Punta del Este, popularmente conocida como Los Dedos, realizada en 1982 por el artista chileno Mario Irrazábal. La Playa Brava termina en el Arroyo Maldondado que pasa por debajo del puente de la Barra.

## Galería

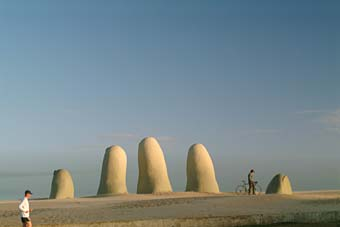
Playa Brava, escultura La Mano en 2006.
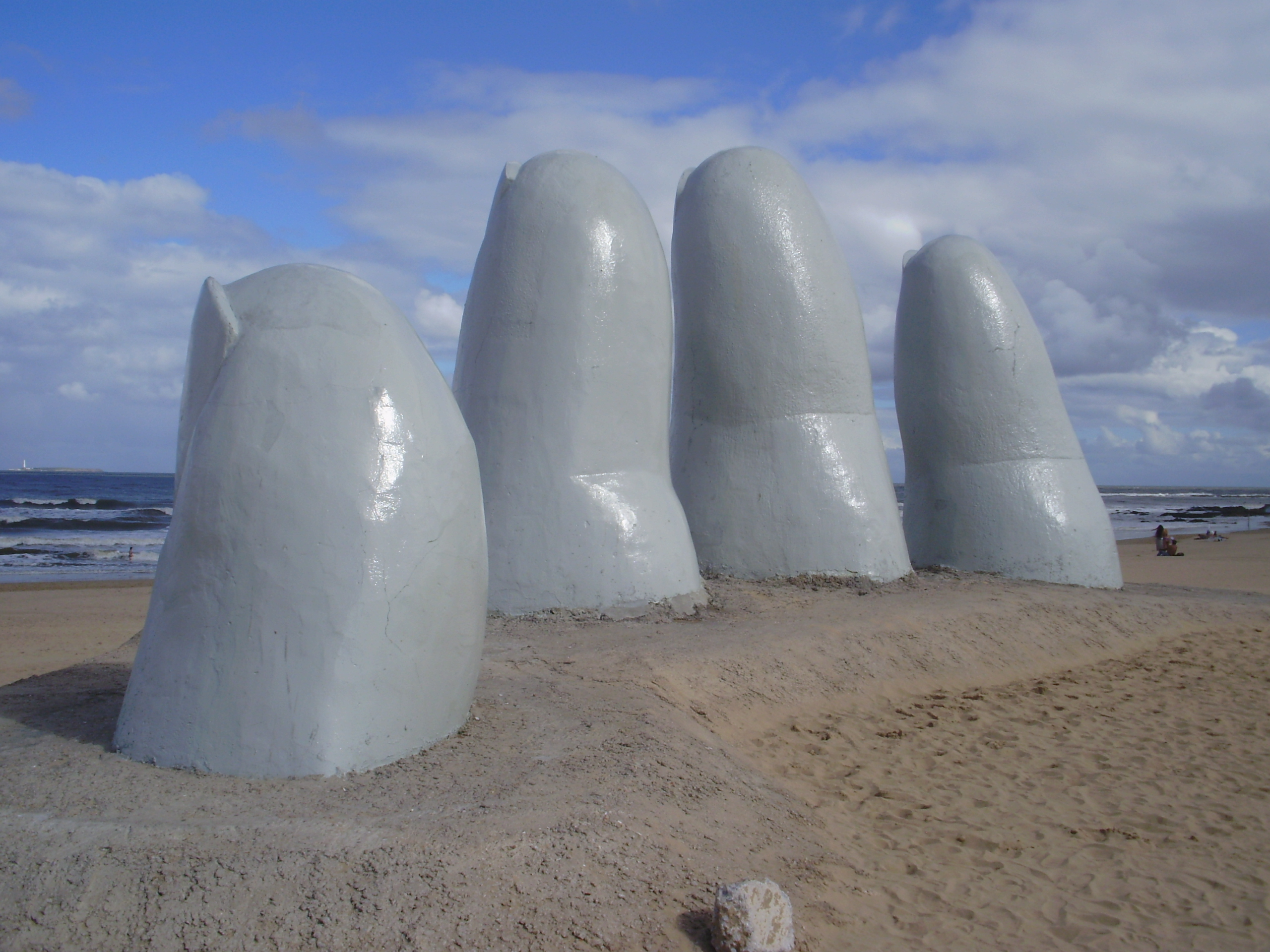
Playa Brava, escultura La Mano en 2013.
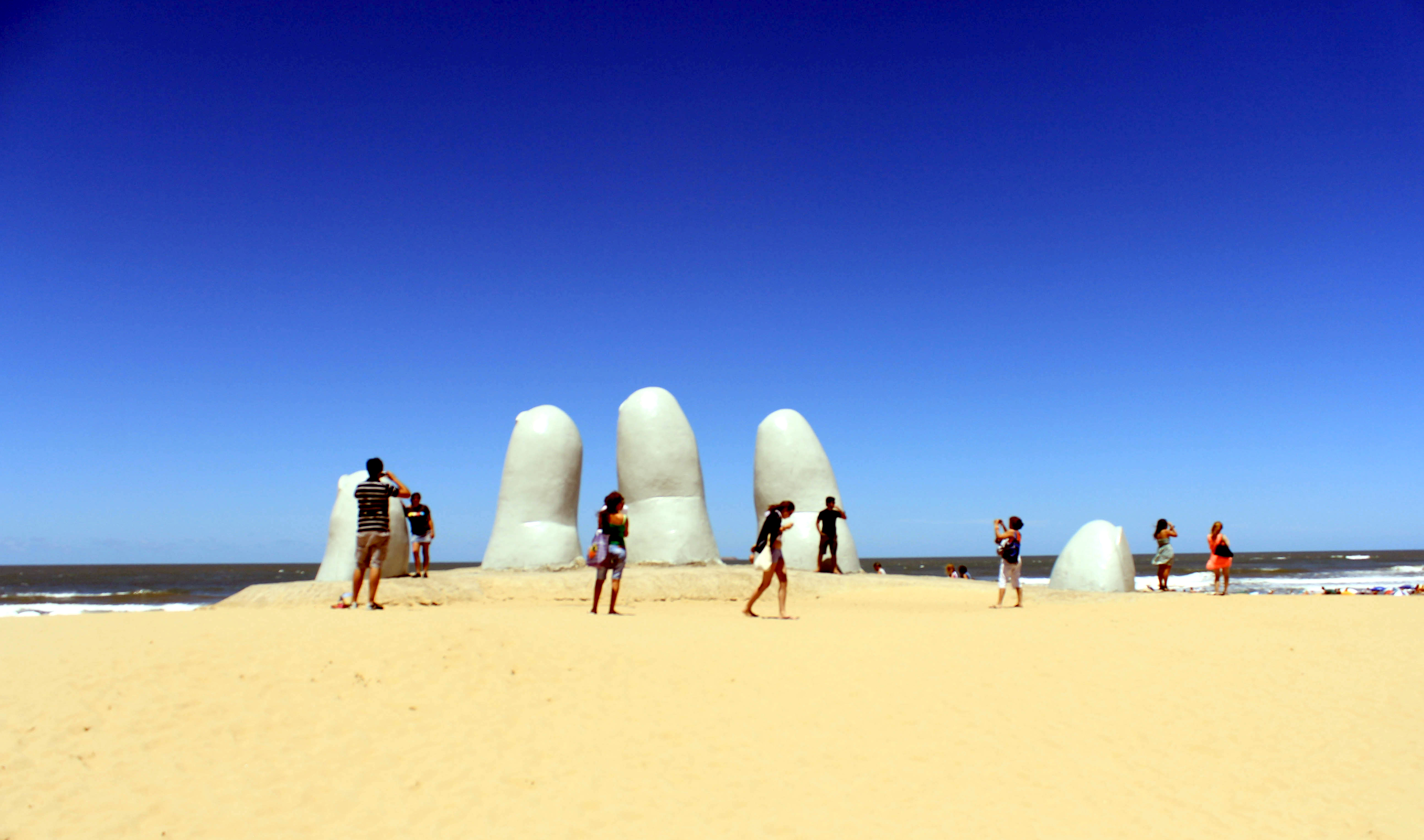
Playa Brava, escultura La Mano en 2013.